# Distrito de Nukata (Aichi)
El distrito de Nukata (額田郡 Nukata-gun?) es un distrito localizado en la prefectura de Aichi, Japón. En octubre de 2019 tenía una población estimada de 42.200 habitantes y una densidad de población de 744 personas por km². Su área total es de 56,72 km².

## Localidades
- Kōta